# Pascale Allotey
Pour les articles homonymes, voir Allotey.
Pascale Allotey est une chercheuse ghanéenne en santé publique et directrice de l'Institut international pour la santé mondiale de l'Université des Nations unies. Ses recherches portent sur l'équité, les droits de la personne et la justice sociale en ce qui concerne la santé et la maladie, les systèmes de santé et la recherche en santé mondiale. Elle a occupé divers postes de conseillère technique pour l'Organisation mondiale de la santé. Allotey fait partie du réseau mondial de recherche sur la pandémie de l'Institut d'études avancées de Paris pour comprendre les impacts sociétaux de la pandémie de COVID-19, de la gouvernance du Sommet mondial de la santé et du conseil consultatif international du Lancet.

## Enfance et éducation
Allotey est née au Maroc et a passé son enfance au Ghana et au Royaume-Uni. Ses parents sont originaires du Ghana et son père était diplomate de carrière. Elle a dit que sa première ambition était d'être chanteuse ou médecin. Lorsqu'elle était adolescente, son père a été arrêté par les milices lors d'une transition politique, et Allotey se souvient s'être cachée sous son lit lorsque les soldats sont entrés dans leur maison. Le travail de ses parents a inspiré sa carrière tout au long de sa vie en s'engageant directement auprès des communautés pour éclairer la recherche et les politiques. Elle a d'abord étudié la psychologie et les sciences infirmières à l'Université du Ghana. Elle a suivi une formation et s'est inscrite en tant qu'infirmière, infirmière de la santé publique et sage-femme au Ghana en 1988. En 1990, Allotey a déménagé en Australie pour poursuivre ses études universitaires. Là, elle a obtenu un diplôme de troisième cycle et une maîtrise en santé publique et communautaire à l'Université d'Australie-Occidentale. Elle y est restée pour ses études doctorales, obtenant un doctorat en santé publique en 1996. Dans le cadre de sa recherche doctorale, elle est retournée au Ghana, où elle a cherché à savoir pourquoi les femmes ne fréquentaient pas les cliniques prénatales et à quel soutien elles avaient accès comme alternative, en particulier avec les comorbidités des maladies tropicales pendant la grossesse. Elle a étudié à la fois la mise en œuvre de l'initiative de maternité sans risque dans les services de santé prénatale et les pratiques des guérisseurs traditionnels et des devins.

## Recherche et carrière
Allotey a commencé sa carrière universitaire en tant que chargée de recherche en santé publique, d'abord à l'Université d'Australie-Occidentale, puis à l'Université du Queensland. En 1997, Allotey a été invitée par le Programme spécial de l'Organisation mondiale de la santé pour la recherche et la formation sur les maladies tropicales (TDR) à se joindre à leur groupe de travail sur le genre. À ce titre, elle a contribué à l'analyse de l'impact du genre sur diverses maladies tropicales. Elle a également enquêté sur la santé physique et mentale des réfugiés et les implications de leur santé sur leurs communautés. Elle a étudié la prévalence des mutilations génitales féminines au Ghana et en Australie et a proposé que les solutions doivent se concentrer sur le renforcement des droits et de l'autonomie des femmes et sur la promotion de leur capacité à lutter contre la pratique, plutôt que de se concentrer uniquement sur le préjudice spécifique. Elle a de nouveau travaillé avec le TDR à partir de 2006, date à laquelle elle a été nommée au Comité consultatif scientifique et technique, et a depuis occupé divers autres rôles consultatifs techniques auprès de l'OMS,. À cette époque, Allotey a déménagé au Royaume-Uni et a rejoint l'Université Brunel en tant que professeure de race, de diversité et de pratique professionnelle. À Brunel, Allotey a créé l'un des premiers programmes de doctorat du Royaume-Uni en santé publique.
En 2009, Allotey a déménagé à l'Université Monash (en) en Malaisie en tant que professeure de santé publique à la Jeffrey Cheah School of Medicine. Ses recherches ont porté sur les relations entre le genre, l'équité, les droits humains, la marginalisation et la santé mondiale, en mettant l'accent sur la santé tropicale et les maladies non transmissibles,. Elle a étudié comment le genre permet les objectifs de développement durable et comment s'engager avec les communautés pour coproduire des recherches et influencer les politiques liées à leur santé. Avec Daniel Reidpath, elle a fondé l'Observatoire communautaire de l'Asie du Sud-Est (South East Asia Community Observatory, SEACO), un système de surveillance sanitaire et démographique créé en 2011. Le SEACO a été soutenu par l'Université Monash de Malaisie et a cherché à mieux comprendre l'impact de l'évolution rapide de la population sur la santé publique en Malaisie .
En 2016, Allotey fait partie de l'équipe dirigée par l'OMS TDR pour lancer un cours en ligne ouvert et massif basé sur la mise en œuvre et axé sur les maladies infectieuses de la pauvreté,. Le cours vise à former des chercheurs en santé publique et des gestionnaires de programmes de lutte contre les maladies à la manière d'améliorer les résultats en matière de santé. Allotey a été nommée au réseau mondial de recherche sur la pandémie de l'Institut d'études avancées de Paris (World Pandemic Research Network, WPRN) en mai 2020. Le WRPN a été créé en réponse à la crise du SARS-CoV-2 et a servi à rassembler des recherches et des ressources sur l'impact sociétal de la pandémie de Covid-19.

## Publications (sélection)
- Reidpath, D Allotey, P, « Infant mortality rate as an indicator of population health », Journal of Epidemiology and Community Health, BMJ Group, vol. 57, no 5,‎ 1er mai 2003, p. 344–6 (OCLC 677482202, PMID 12700217, PMCID 1732453, DOI 10.1136/jech.57.5.344)
- (en) Reidpath, Chan, Gifford et Allotey, « 'He hath the French pox': stigma, social value and social exclusion », Sociology of Health & Illness, vol. 27, no 4,‎ 2005, p. 468–489 (ISSN 1467-9566, PMID 15998347, DOI 10.1111/j.1467-9566.2005.00452.x)
- Manderson et Allotey, « Storytelling, marginality, and community in Australia: How immigrants position their difference in health care settings », Medical Anthropology, vol. 22, no 1,‎ 1er janvier 2003, p. 1–21 (ISSN 0145-9740, PMID 12641294, DOI 10.1080/01459740306767)

## Vie privée
Allotey est mariée à Daniel D. Reidpath, directeur principal des systèmes de santé et de la santé des populations au Centre international pour la recherche sur les maladies diarrhéiques, Bangladesh